# 切帕赫

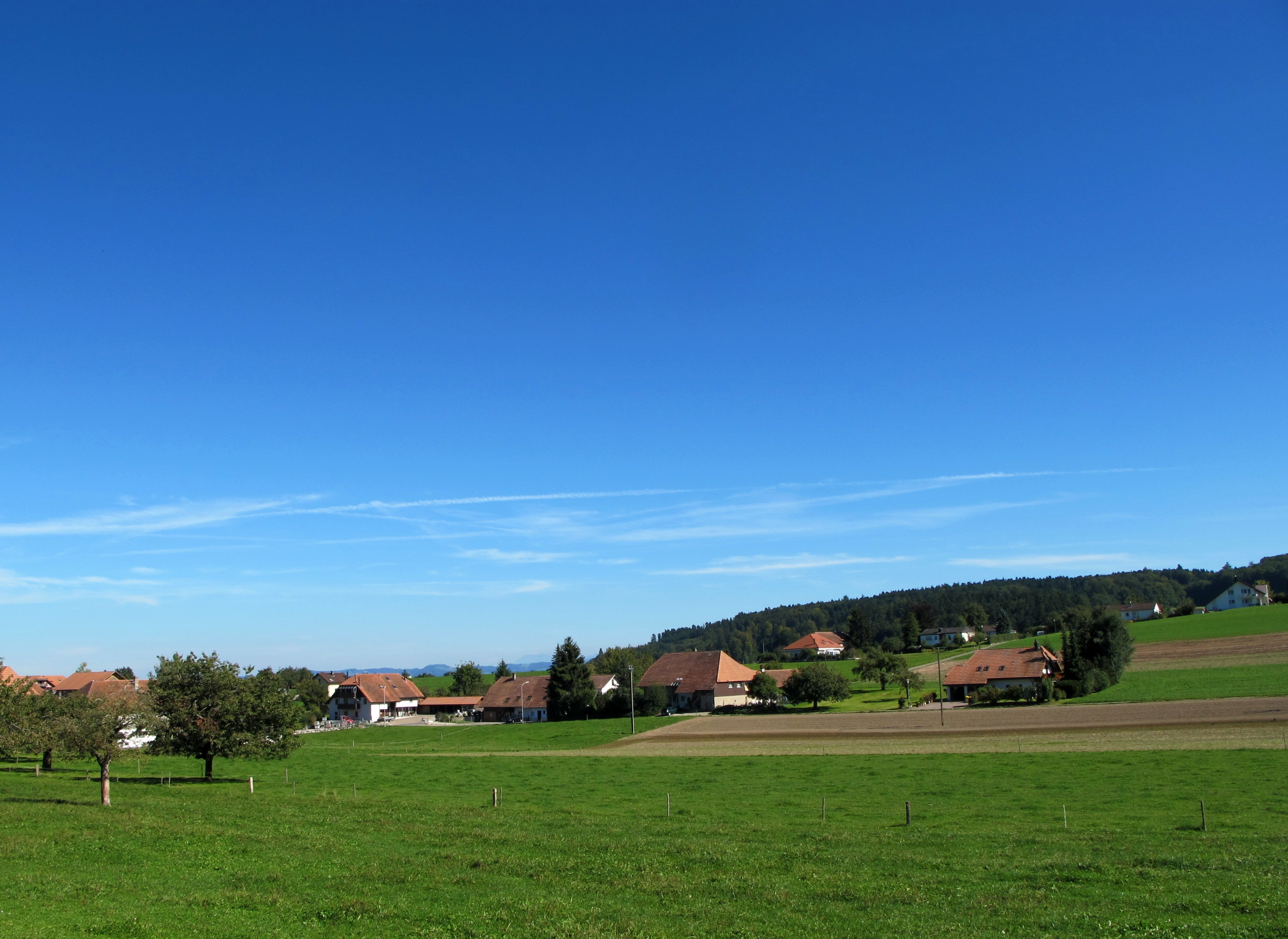

切帕赫（德語：Tscheppach）是瑞士的城鎮，位於該國北部，由索洛圖恩州負責管轄，面積1.84平方公里，海拔高度558米，2012年人口189，六成半人口信奉基督教，人口密度每平方公里103人。